# Кімбал Маск
Кімбал Маск (англ. Kimbal Musk; 20 вересня 1972) — канадсько-американський підприємець та венчурний капіталіст південноафриканського походження. Член ради директорів Tesla Inc., SpaceX та Chipotle Mexican Grill., його новий проект -  Square Roots [Архівовано 19 квітня 2019 у Wayback Machine.] (контейнери для міських фермерів за типом вертикальних ферм).
Він є молодшим братом мільярдера Ілона Маска та одним з великих акціонерів Tesla.